# Morti nel 1973/Ottobre
| Questa pagina contiene informazioni ricavate automaticamente dalle voci biografiche con l'ausilio del template Bio e di un bot. L'aggiornamento è periodico e automatico e ricostruisce completamente la pagina. Se manca una persona in questa lista, sei pregato di non aggiungerla, ma accertati piuttosto che la sua voce biografica contenga il template Bio e che i dati anagrafici siano correttamente compilati. Se il template Bio manca, inseriscilo tu stesso o, in alternativa, metti l'avviso {{tmp\|Bio}} che ne segnala la mancanza. Se i dati riportati sono sbagliati, correggi direttamente la voce biografica; le modifiche saranno visibili in questa lista entro pochi giorni. Per chiarimenti vedi il progetto biografie. La lista contiene solo le 112 persone che sono citate nell'enciclopedia e per le quali è stato implementato correttamente il template Bio. Pagina aggiornata al 3 mar 2024. |

- 1º ottobre - Ercole Drei, scultore italiano (n. 1886)
- 1º ottobre - Mohammad Hashim Maiwandwal, politico afghano (n. 1921)
- 1º ottobre - Lajos Kovács, allenatore di calcio e calciatore ungherese (n. 1894)
- 1º ottobre - Carlos Schneberger, calciatore cileno (n. 1902)
- 2 ottobre - Aurelio Bertiglia, illustratore, pittore e pubblicitario italiano (n. 1891)
- 2 ottobre - Paul Hartman, attore e cantante statunitense (n. 1904)
- 2 ottobre - Paavo Nurmi, mezzofondista e siepista finlandese (n. 1897)
- 3 ottobre - Renato Anselmi, schermidore italiano (n. 1891)
- 3 ottobre - Guido Lospinoso, poliziotto e diplomatico italiano (n. 1885)
- 3 ottobre - Carl Wilhelm Petersén, giocatore di curling svedese (n. 1884)
- 4 ottobre - Jacques Flouret, cestista, lunghista e dirigente sportivo francese (n. 1907)
- 4 ottobre - Walter Montagu Douglas Scott, VIII duca di Buccleuch, nobile e politico britannico (n. 1894)
- 4 ottobre - Gigi Proietti, pugile e allenatore di pugilato italiano (n. 1909)
- 5 ottobre - Clem Ruh, cestista statunitense (n. 1915)
- 5 ottobre - Milunka Savić, militare serba (n. 1888)
- 6 ottobre - Giuseppe Becce, compositore italiano (n. 1877)
- 6 ottobre - Sidney Blackmer, attore statunitense (n. 1895)
- 6 ottobre - François Cevert, pilota automobilistico francese (n. 1944)
- 6 ottobre - Dezső Fábián, pallanuotista ungherese (n. 1918)
- 6 ottobre - Poul Preben Jørgensen, ginnasta danese (n. 1892)
- 6 ottobre - Dennis Price, attore britannico (n. 1915)
- 7 ottobre - Masayuki Mori, attore giapponese (n. 1911)
- 7 ottobre - Lucien Servanty, ingegnere aeronautico francese (n. 1909)
- 8 ottobre - Otto Brendel, archeologo e etruscologo tedesco (n. 1901)
- 8 ottobre - Evan Tom Davies, matematico gallese (n. 1904)
- 8 ottobre - Tom Malloy, direttore della fotografia, montatore e sceneggiatore statunitense (n. 1897)
- 8 ottobre - Gabriel Marcel, filosofo, scrittore e drammaturgo francese (n. 1889)
- 9 ottobre - Claude W. Hibbard, paleontologo statunitense (n. 1905)
- 9 ottobre - Maxim Jacobsen, violinista e insegnante lettone (n. 1887)
- 9 ottobre - Romana Mischi, artista e scrittrice italiana (n. 1905)
- 9 ottobre - Giuseppe Preziosi, pittore e architetto italiano (n. 1895)
- 9 ottobre - Sister Rosetta Tharpe, cantante e chitarrista statunitense (n. 1915)
- 10 ottobre - Ludwig von Mises, economista austriaco (n. 1881)
- 11 ottobre - Roberto Arcaleni, musicista italiano (n. 1883)
- 11 ottobre - Walter Audisio, partigiano e politico italiano (n. 1909)
- 12 ottobre - Peter Aufschnaiter, alpinista e agronomo austriaco (n. 1899)
- 12 ottobre - Giuliano De Laurentiis, politico italiano (n. 1923)
- 12 ottobre - Harry Johnston, calciatore e allenatore di calcio inglese (n. 1919)
- 12 ottobre - Alois Puff, militare e politico austriaco (n. 1890)
- 13 ottobre - Francesco Albergamo, filosofo italiano (n. 1896)
- 13 ottobre - Gino Beltrame, politico e partigiano italiano (n. 1902)
- 13 ottobre - Witold Gerutto, multiplista, pesista e dirigente sportivo polacco (n. 1912)
- 13 ottobre - Cevat Şakir, scrittore e etnografo turco (n. 1886)
- 14 ottobre - Edmund A. Chester, direttore artistico e giornalista statunitense (n. 1897)
- 14 ottobre - Jean Mouroux, teologo francese (n. 1901)
- 14 ottobre - Guido Tieghi, allenatore di calcio e calciatore italiano (n. 1925)
- 14 ottobre - Vespasiano Trigona, nobile e dirigente sportivo italiano (n. 1898)
- 15 ottobre - Gábor Kléber, calciatore ungherese (n. 1901)
- 15 ottobre - Jacques Vandier, egittologo francese (n. 1904)
- 15 ottobre - Emil Voigt, mezzofondista britannico (n. 1883)
- 15 ottobre - Andrew Wilson, calciatore e allenatore di calcio britannico (n. 1896)
- 16 ottobre - Pietro Freschi, canottiere italiano (n. 1906)
- 16 ottobre - Gene Krupa, batterista statunitense (n. 1909)
- 16 ottobre - Ermelindo Lovagnini, calciatore italiano (n. 1921)
- 16 ottobre - Enrico Patti, allenatore di calcio, dirigente sportivo e calciatore italiano (n. 1896)
- 16 ottobre - Harry Schreurs, calciatore olandese (n. 1901)
- 16 ottobre - Uliks Stranger, politico e avvocato austriaco (n. 1888)
- 16 ottobre - Tivadar Török, calciatore ungherese (n. 1904)
- 17 ottobre - Ingeborg Bachmann, poetessa, scrittrice e giornalista austriaca (n. 1926)
- 17 ottobre - Saverio Muratori, architetto, urbanista e storico dell'architettura italiano (n. 1910)
- 17 ottobre - Edoardo Orabona, ingegnere italiano (n. 1897)
- 18 ottobre - Virgilio Crocco, giornalista italiano (n. 1940)
- 18 ottobre - Walt Kelly, fumettista e animatore statunitense (n. 1913)
- 18 ottobre - Giuseppe Scortecci, zoologo, esploratore e docente italiano (n. 1898)
- 18 ottobre - Leo Strauss, filosofo tedesco (n. 1899)
- 18 ottobre - Crane Wilbur, attore, sceneggiatore e regista statunitense (n. 1886)
- 19 ottobre - Catrano Catrani, regista cinematografico, produttore cinematografico e sceneggiatore italiano (n. 1910)
- 20 ottobre - Angelo De Carlo, mafioso statunitense (n. 1902)
- 20 ottobre - Auguste Garrebeek, ciclista su strada belga (n. 1912)
- 20 ottobre - Lucien Moraweck, compositore francese (n. 1901)
- 20 ottobre - Emil Seifert, calciatore cecoslovacco (n. 1900)
- 21 ottobre - Andrej L'vovič Abrikosov, attore sovietico (n. 1906)
- 21 ottobre - Conrad Carlsrud, ginnasta norvegese (n. 1884)
- 21 ottobre - Aldo Cevenini, calciatore italiano (n. 1889)
- 21 ottobre - Alberto Consiglio, giornalista, politico e sceneggiatore italiano (n. 1902)
- 21 ottobre - Fritz Deike, calciatore tedesco (n. 1913)
- 21 ottobre - Nasif Estéfano, pilota automobilistico argentino (n. 1932)
- 21 ottobre - Henry Stallard, mezzofondista britannico (n. 1901)
- 22 ottobre - Pau Casals, violoncellista, compositore e direttore d'orchestra spagnolo (n. 1876)
- 22 ottobre - Dick Murphy, cestista statunitense (n. 1921)
- 23 ottobre - Giuseppe Quattrone, politico italiano (n. 1899)
- 23 ottobre - Claire Windsor, attrice statunitense (n. 1892)
- 24 ottobre - Pietro Loretelli, generale italiano (n. 1915)
- 24 ottobre - Domenico Ponzi, scultore italiano (n. 1891)
- 24 ottobre - Costantino Stella, arcivescovo cattolico italiano (n. 1900)
- 25 ottobre - Abebe Bikila, maratoneta etiope (n. 1932)
- 25 ottobre - Sebastiano Craveri, fumettista e illustratore italiano (n. 1899)
- 25 ottobre - Émile Masson, ciclista su strada belga (n. 1888)
- 25 ottobre - Oleg Pantjuchov, militare e educatore russo (n. 1882)
- 25 ottobre - Robert Scholl, politico tedesco (n. 1891)
- 26 ottobre - James Bell, attore statunitense (n. 1891)
- 26 ottobre - José Borgatti, vescovo cattolico argentino (n. 1891)
- 26 ottobre - Semën Michajlovič Budënnyj, generale e politico sovietico (n. 1883)
- 26 ottobre - Veludo, calciatore brasiliano (n. 1930)
- 27 ottobre - Norman Allin, basso e insegnante britannico (n. 1884)
- 27 ottobre - Giuseppe Grosso, giurista e politico italiano (n. 1906)
- 27 ottobre - Gordon Hoare, calciatore inglese (n. 1884)
- 27 ottobre - Allan Lane, attore statunitense (n. 1909)
- 27 ottobre - Otilio Ulate Blanco, politico costaricano (n. 1891)
- 28 ottobre - Conrad Engelhardt, ammiraglio tedesco (n. 1898)
- 28 ottobre - Taha Hussein, scrittore, docente e politico egiziano (n. 1889)
- 28 ottobre - Fred Kean, calciatore inglese (n. 1898)
- 28 ottobre - Sergio Tofano, attore, regista e fumettista italiano (n. 1886)
- 29 ottobre - Johnny Coulon, pugile canadese (n. 1889)
- 29 ottobre - Max Morise, artista, scrittore e attore francese (n. 1900)
- 29 ottobre - Estanislau de Figueiredo Pamplona, calciatore brasiliano (n. 1904)
- 29 ottobre - Heiko Schwartz, pallanuotista tedesco (n. 1911)
- 30 ottobre - Filippo Figari, pittore italiano (n. 1885)
- 30 ottobre - József Péter, calciatore ungherese (n. 1904)
- 31 ottobre - Jean Cassaigne, vescovo cattolico e missionario francese (n. 1895)
- 31 ottobre - Lucha Reyes, cantante peruviana (n. 1936)
- 31 ottobre - Walther Schröder, politico e militare tedesco (n. 1902)